# Стропков
Стро́пков (словац. Stropkov, укр. Стропків, нем. Stropko, венг. Sztropkó) — город в Восточной Словакии, в северной части Низких Бескид в долине реки Ондава. Население — около 11 тыс.

## История
Легенда гласит, что Стропков был основан после монголо-татарского нашествия в 1245 году, тем не менее первые упоминания о городе относятся к 1404 году как о крепости Стропко.
Скорее всего, город на месте современного Стропкова был заложен немецкими колонистами.
В XIX веке на край обрушиваются эпидемии и неурожаи. Население массово в поисках лучшей жизни эмигрировало в США и Канаду.
После войны началась индустриализация города, которая привела к улучшению жизни в регионе.
Особенностью Стропкова является наличие многочисленной православной (8 %) и униатской (41 %) общин.

## Население
| Год:                | 1994   | 2004    | 2014    | 2024     |
| ------------------- | ------ | ------- | ------- | -------- |
| Количество человек: | 10 411 | 10 822  | 10 762  | 9683     |
| Разница:            |        | +3,94 % | −0,55 % | −10,02 % |

## Достопримечательности
- Замок
- Готический приходской костёл
- Францисканский монастырь
- Православная церковь св. Кирилла и Мефодия
- Униатская церковь св. Кирилла и Мефодия